# 長遠寺 (台東区)

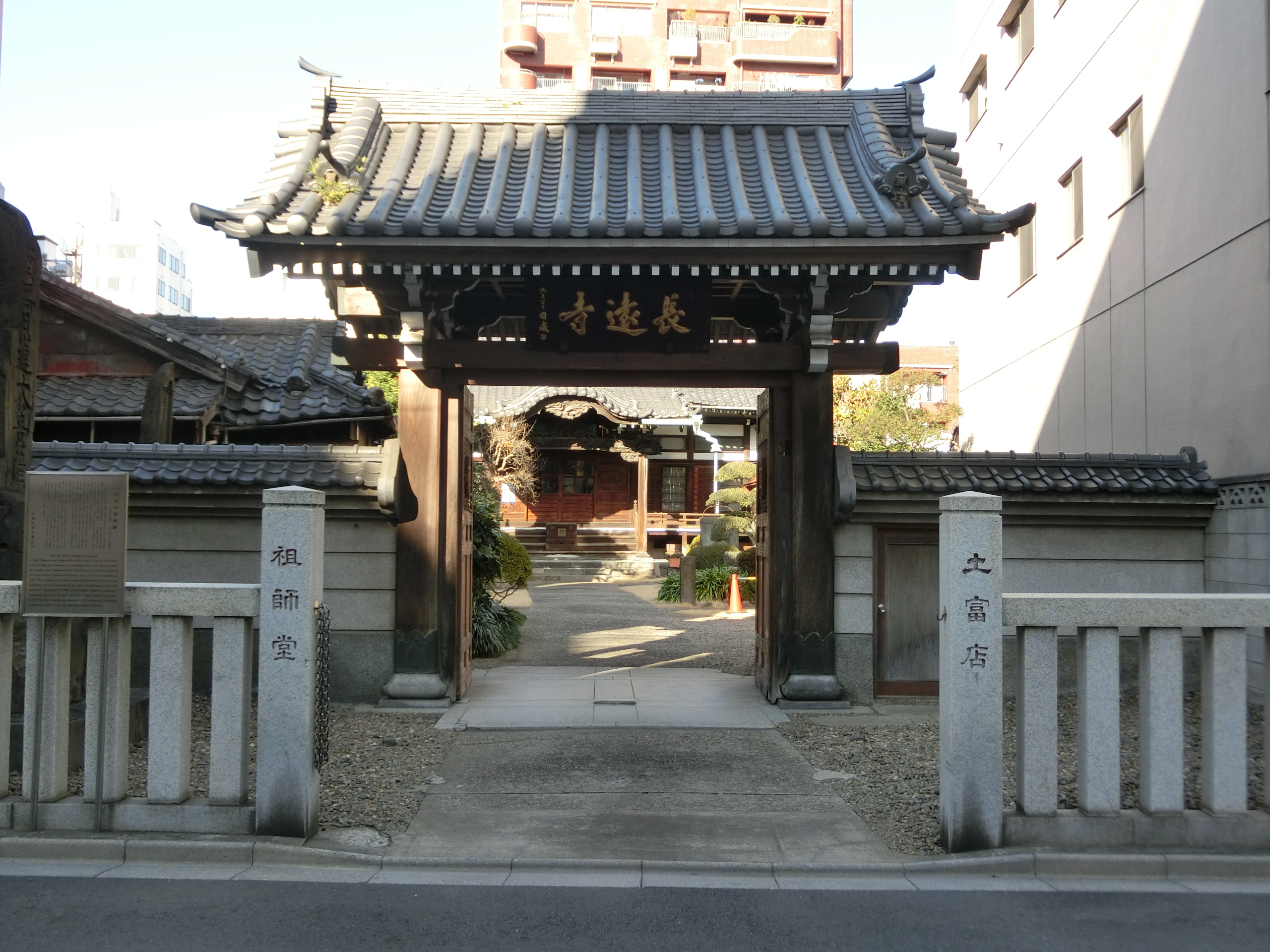
長遠寺

長遠寺（じょうおんじ）は、東京都台東区元浅草の日蓮宗の寺院。山号は安立山。江戸十大祖師の土富店の祖師（自開眼開運日蓮大菩薩）。池上本門寺、堀ノ内妙法寺とならぶ江戸の三大祖師の一つ。旧本山は長栄山池上本門寺、池上・土富店法縁縁頭寺。

## 歴史
文禄3年（1595年）に創建した京都要法寺の末寺、妙栄寺が起源。元和7年（1621年）池上本門寺末となり現在の寺号に改称した。江戸時代には広く信仰を集め巨刹として知られたが大火で焼失。その後関東大震災、東京大空襲でも焼失している。子育て観音を祀る。

## 交通アクセス
- 銀座線稲荷町駅より徒歩約3分（経路案内）。

## 参考資料
- 日蓮宗寺院大鑑編集委員会『宗祖第七百遠忌記念出版 日蓮宗寺院大鑑』大本山池上本門寺 (1981年)